# 1528 Conrada
1528 Conrada eller 1940 CA1 är en asteroid i huvudbältet, som upptäcktes 10 februari 1940 av den tyske astronomen Karl Wilhelm Reinmuth i Heidelberg. Den har fått sitt namn efter tysken Fritz Conrad.
Asteroiden har en diameter på ungefär 11 kilometer.